# Дика Енергія. Лана
«Дика Енергія. Лана» — фантастичний роман українських письменників Марини та Сергія Дяченків. Книга написана під впливом творчості української співачки Руслани і їй же присвячена. Текст твору має багато елементів, які притаманні творчості Руслани. Головна героїня, Лана, зображена в музичному кліпі «Дика енергія». Книга вийшла у видавництві «Теза» у 2006 році одночасно українською та російською мовами.

## Сюжет
Події відбуваються в невизначеному майбутньому. Відомо про єдине у світі місто, що дедалі занепадає. Там ніколи не видно сонця через постійний туман. Його хмарочоси покинуті чи зруйновані, щоб запустити електроприлади, людям треба самотужки крутити педалі генераторів, або садити у колеса тварин. Але головне — люди втратили волю до життя, тож аби жити, їм потрібно щодоби заряджатися через дроти, інакше навіть при достатньому харчуванні вони впадуть в апатію і врешті загинуть. За порушення законів, а особливо за крадіжки енергії, людей штрафують позбавленням життєвої енергії, за чим слідкує спеціальна поліція. Згідно з чутками, десь є Завод, куди вирушають окремі щасливці, і там завжди вдосталь енергії.
Головна героїня — жінка, котра працює «пікселем» — щодня вона з іншими «пікселями» танцює згідно ритму в навушниках у споруді, що являє собою величезний екран. Демонструючи чорні та білі деталі костюма, «пікселі» створюють відео для містян. Одного разу її подругу Єву штрафують за те, що вона збилася при танці. В Єви немає запасу енергії, тож героїня вирішує звернутися до дилерів, які продають енергію незаконно. Та насправді це шахраї, що забирають життєву енергію в самогубців, тому її недостатньо. В своїх пошуках героїня знаходить бар, який відвідують жителі верхніх поверхів — так звані дикі, що латають на власноруч змайстрованих крилах і самі здатні генерувати життєву енергію. Жителів землі вони презирливо називають синтетиками. Повернувшись, героїня довідується, що Єву вбили дилери. Після цього вона випадково отримує другі навушники та боїться, що її звинуватять у крадіжці. Героїня зустрічає продавця барабанів, купує один і відвідує бар, де приєднується до розваг. Один з диких, Алекс, каже, що вона теж дика, тому не потребує щоденних подачок. Поліція вривається в бар, полюючи на диких, і Алекс забирає героїню до свого «гнізда».
Героїня починає жити серед диких, але якось її знову ледве не схоплює поліція. Її рятує чоловік, який називає себе Ловцем, і повідомляє, що може таємно доставити жінку на Завод. Вона погоджується та вирушає на поїзді разом з іншими дикими. Поїзд покидає місто, та під час поїздки Ловець зізнається, що це пастка. Завод — це місце, де з диких отримують життєву енергію, а потім передають її у місто синтетикам. Сам Ловець лише розшукує та доставляє диких в обмін на їхню енергію. Жінці вдається спричинити аварію та втекти.
Вона опиняється поблизу гір, де живуть три племені «вовків», якими править Цар-мати, котра дає гості ім'я Лана. Ці люди мають суворі закони виживання, бо раніше їх ловили й забирали на Завод роботи. Героїні вдається перемогти у двобої суперницю та зайняти її місце в племені. Цар-мати передбачає, що Лана стане причиною загибелі їх усіх, що заперечує Головань — чоловік, який запевняє, що майбутнє невизначене. Лана закохується в молодого мисливця Ярого. Та оскільки Лана відмовляється убити переможену суперницю, з гір приходить Мисливиця, щоб покарати гостю. Коли та перемагає і Мисливицю, її викликає на двобій Цар-мати. Поєдинок відбувається на сітці, впавши на яку людина передає свою силу переможцеві. Лана скидає Цар-матір на спину і та розпадається на пил, а героїня отримує її силу. Після цього вона вчиться керувати своєю енергією для впливу на природу. Від Голованя вона дізнається, що Завод колись використовував енергію природних стихій, але забравши забагато, зазнав аварії. Після цього Завод більше не може використовувати стихії, а натомість витягує енергію з людей, які мають волю до життя.
Лана збирає людей для знищення Заводу, але це можливо тільки тоді, якщо викликати блискавки в чотири громовідводи. Тоді система охорони тимчасово вимкнеться і можна буде знищити серце Заводу — Головань вважає, що воно живе. Проте задум провалюється, охорона атакує загін Лани, а її саму затягує всередину.
Опинившись у своєрідній в'язниці, Лана зустрічає її керівника — Хазяїна. Той пояснює, що він і є серце Заводу, він керує ним, але може тільки підтримувати роботу. Система відлову диких і витягнення з них енергії була створена задовго до приходу Хазяїна, і приречена. Диких усе меншає, тому за кілька поколінь місто вимре, цей час можна лише відтермінувати. Для цього диких кидають на мембрану, що поглинає всю їхню енергію, перетворюючи тіло на пил. Лана очікує часу, коли і з неї витягнуть енергію, але вирішує опиратися долі. Їй вдається втекти, знайшовши момент, коли відбуваються обслуговуючі роботи, та знайти транспорт, на якому Лана повертається до міста.
Лана бачить, що дикі зазнали облави, а їхнє житло спорожніло. Шукаючи Алекса чи його родичів, вона потрапляє в засідку, проте Алекс приходить на допомогу. Лана довідується, що тепер дикі ховаються під землею. Дикі не вірять в її розповідь про Завод, тоді Лана переконує їх, показавши танець, якого навчилася у «вовків». Ритм танцю пробуджує енергетичні резерви навколишніх людей, навіть синтетиків. Алекс пропонує перервати поставку диких на Завод, але Лана застерігає його, що тоді Завод забиратиме «вовків». Дикі влаштовують на вулицях танець, але їх схоплюють і кидають до поїзда, що їде знову на Завод.
Згадавши як втекла першого разу, Лана організовує втечу з поїзда. Дикі опиняються в лісі та доходять до селища «вовків», які хочуть іти на Завод аби знищити його. Лана втім розуміє, що не всі синтетики пробудять в собі жагу до життя. Вона вирушає до Хазяїна, котрий натякає, що він її батько. Колись той з її мамою та іншими сміливцями й відчайдухами були першими з диких, опанували й передали іншим вміння літати. Він і сам спробував колись нищити Завод, але опинився у Завода в полоні, ставши його серцем. Лана повідомляє йому власний план — знищити Завод грубою силою неможливо, але вона може давати стільки енергії, скільки вистачить усім синтетикам. Хазяїн та дикі приєднуються до Лани і в танці на мембрані генерують енергію. Хазяїн розпадається на пил, а Лана стає новим серцем Заводу, мембрана розривається від перевантаження. Відтоді щоночі Лана дарує свою енергію місту, жителі якого й не здогадуються звідки в них береться жага жити.

## Реакція
Не тільки автори, але й перші читачі зауважують, що, незважаючи на фантазійний характер цієї історії, у ній закладені алегорії, дуже актуальні для нашого сьогодення. За словами Руслани, криза енергії серця, «палива для людей» — це саме те, що незабаром може спіткати суспільство, якщо не розвивати і не підтримувати творчий потенціал нації.

## Цікаві факти
- Ім'я головної героїні ніде не згадується до того моменту, як цар-мати назвала її Ланою. Провівши паралель з реальністю, можна припустити, що звали її спочатку Русланою.

## Український переклад
Український переклад роману вийшов у вінницькому видавництві «Теза» у 2005 році. Переклад з російської зроблений Лесею Вороніною та Іваном Андрусяком.